# 田部
田部（たべ）とは、日本の古墳時代に設けられた土地や人民の支配制度の一つで、ヤマト王権が直接支配した人民のうち屯倉（みやけ）で耕作した者を指す。

## 概要
諸地域の民を集団移住させたもの、渡来人を集めたものなど、さまざまな人たちから構成されていた。労働奴隷というよりも、一般農民に近かったと思われる。
『日本書紀』によると、534年、安閑天皇の時に設置された小墾田（おはりだ）屯倉と桜井（さくらい）屯倉では、大伴金村の奏上により、国ごとの田部を設置し、それぞれ天皇の妃の紗手媛（さてひめ）・香香有媛（かかりひめ）に支給されたとある。難波屯倉でも、郡ごとの钁丁（くわよほろ＝田部）が妃の宅媛（やかひめ）に与えられたとなっている。
同じく534年の天皇の行幸の際に、三嶋の県主（あがたぬし）飯粒（いいほ）は良田として竹村（たかふ）の土地40町を献上して天皇から褒められている。先に大河内味張（おおしこうち の あじはり）は良田の献上を惜しみ、勅使を欺いていたため、郡司（国造）の役から解任されてしまった。味張は恐れ入り、郡ごとに钁丁春秋各500人ずつ献上し、随伴していた大伴金村に河内の狭井田（さいた）6町を賄ったという。これによって、三嶋の竹村屯倉では、河内県（こうちのあがた）の部曲（うじやっこ）が田部とされるようになったという。
欽明天皇の時には、555年に吉備国の白猪屯倉と田部を設置し、その後、569年に検定して丁籍（名籍）を作った、という。
大化の改新により、田部は公民となった。